# كليمنتين كريمر
كليمنتين كريمر هي سفرجات وكاتِبة وشاعرة ألمانية، ولدت في 7 أكتوبر 1873، وتوفيت في 4 نوفمبر 1942 في معسكر تريزنشتات في التشيك.